# Máy tạo nhịp

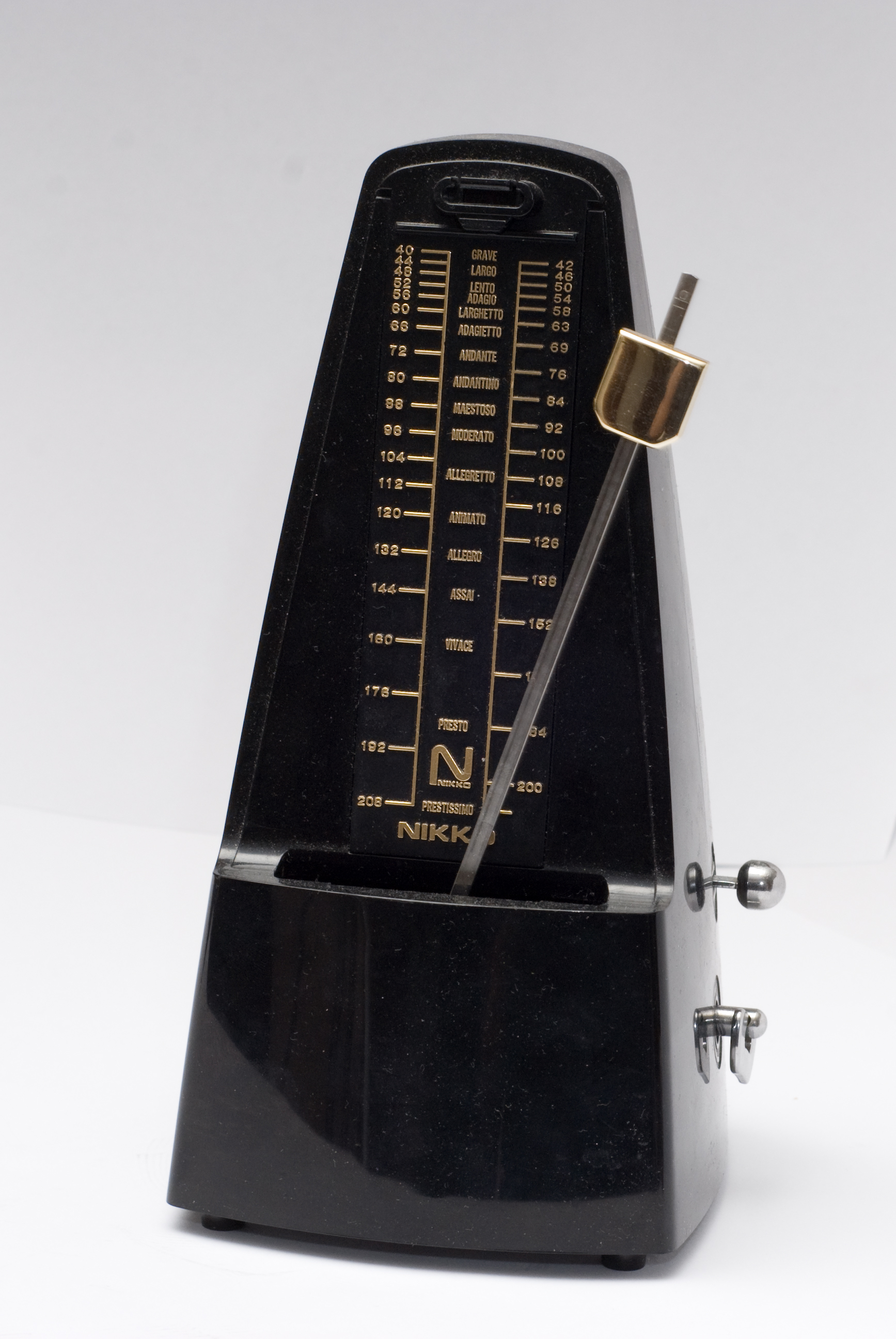
Máy tạo nhịp cơ khí

Một máy tạo nhịp/máy đếm nhịp (metronome) là một thiết bị tạo ra một tiếng tick hoặc âm thanh nghe được cách nhau một khoảng thời gian đều đặn mà có thể được thiết lập bởi người dùng, thường tính bằng số nhịp mỗi phút (BPM). Các nhạc sĩ sử dụng thiết bị này để thực hành chơi nhạc theo một nhịp cố định. Nhịp thường bao gồm các hình ảnh chuyển động được đồng bộ (ví dụ như con lắc đong đưa hoặc đèn nhấp nháy).
Một loại máy đếm nhịp là một trong những phát minh của người thợ đa tài ở Andalucia Abbas ibn Firnas (810-887). Vào năm 1815 Johann Maelzel đã lấy bằng sáng chế về nó như một công cụ cho các nhạc sĩ, dưới tên "Công cụ/Máy dùng để cải tiến khả năng âm nhạc, được gọi là máy tạo nhịp".
Các nhạc sĩ thực tập với máy đếm nhịp để cải thiện kỹ thuật thời gian của họ, đặc biệt là khả năng chơi nhạc theo một nhịp độ. Việc tập luyện với máy đếm nhịp giúp nhạc công thấy rõ cảm giác về thời gian và tiến độ. Nhà soạn nhạc thường sử dụng một máy đếm nhịp như là một thiết bị tham khảo tốc độ chuẩn—và có thể chơi hoặc hát tác phẩm của họ theo nhịp để lấy được số nhịp trên mỗi phút mà họ muốn chỉ ra ở một tác phẩm nào đó.
Khi diễn giải cảm xúc và những phẩm chất khác trong âm nhạc, nhạc công biểu diễn hiếm khi chơi chính xác theo đúng nhịp đã quy định. Thông thường, mỗi nhịp của một tác phẩm âm nhạc biểu cảm không phù hợp với chính xác từng nhịp. Điều này đã khiến một số nhạc sĩ chỉ trích việc sử dụng máy đếm nhịp, bởi vì nhịp thời gian của máy đếm nhịp là khác biệt khi so với nhịp trong âm nhạc. Một số nhạc sĩ đã đi xa hơn, và cho rằng các nhạc sĩ không nên sử dụng máy đếm nhịp và cũng đã bỏ qua những lời chỉ trích về máy đếm nhịp.

## Lịch sử

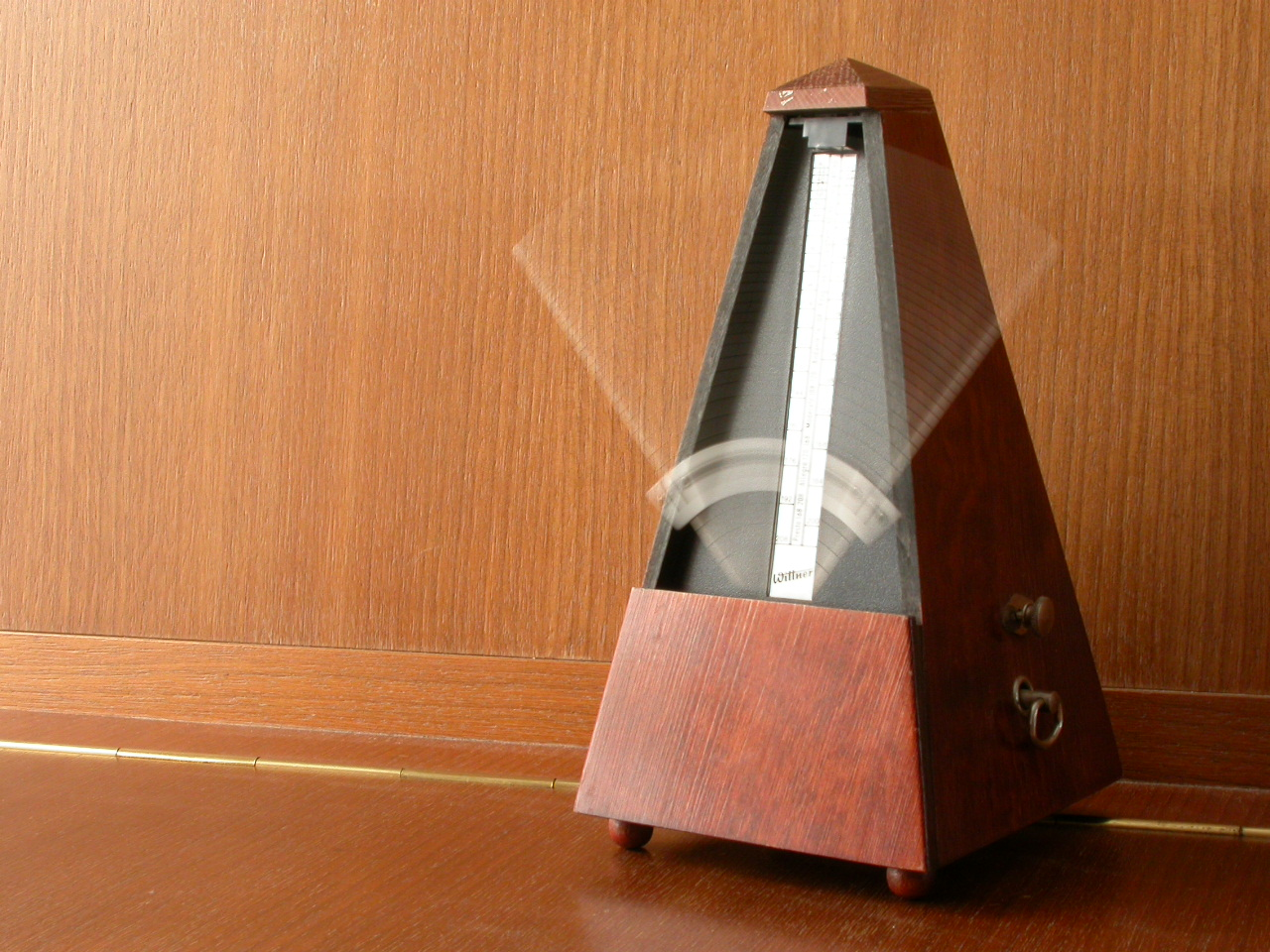
Một máy tạo nhịp Wittner đang hoạt động

Theo Lynn Townsend White, Jr., nhà phát minh ở Andalucia, Abbas ibn Firnas (810-887), đã là người đầu tiên tạo ra máy đếm nhịp.
Galileo Galilei nghiên cứu và phát hiện ra đầu tiên các khái niệm liên quan đến con lắc vào cuối 16 và đầu thế kỷ thứ 17. Năm 1696, Etienne Loulié đầu tiên sử dụng thành công một con lắc đã điều chỉnh để làm máy đếm nhịp cơ học đầu tiên—tuy nhiên, thiết kế của ông không tạo ra âm thanh, và đã không có một lối thoát để làm con lắc chuyển động liên tục. Để có được nhịp độ chính xác với loại thiết bị nhìn này, nhạc sĩ quan sát máy đếm nhịp như nhìn cây gậy dẫn của nhạc trưởng.
Thiết bị máy đếm nhịp cơ khí dùng trong âm nhạc được Dietrich Nikolaus Winkel phát minh tại Amsterdam năm 1814. Thông qua các hành vi cần đặt dấu hỏi, Johann Maelzel kết hợp ý tưởng của Winkel, thêm vào một cái cân, gọi nó là máy đếm nhịp và bắt đầu sản xuất máy này dưới tên của mình vào năm 1816: "Máy đếm nhịp của Maelzel". Các văn bản gốc bằng sáng chế của Maelzel  tại Anh (1815) có thể được tải về.
Ludwig van Beethoven có lẽ là nhà soạn nhạc đầu tiên đáng chú ý để dấu tốc độ nhịp trong tác phẩm âm nhạc của ông, trong năm 1817.

## Sử dụng
Các nhạc sĩ thực hành chơi theo máy đếm nhịp để phát triển và duy trì một cảm giác về thời gian và tiến độ. Ví dụ, một nhạc sĩ có xu hướng chơi nhanh có thể chơi một đoạn nhạc nhiều lần trong khi thiết lập nhịp chậm dần theo mỗi thời gian. Ngay cả các đoạn nhạc mà không đòi hỏi nhịp cố định (như với rubato) đôi khi cũng có 1 tốc độ nhịp để chỉ ra nhịp độ cơ bản hay dùng.
Tốc độ gần như là luôn luôn được đo bằng số nhịp mỗi phút (BPM). Tốc độ của máy đếm nhịp thường được điều chỉnh từ 40 đến 208 BPM. Một cách đánh dấu tốc độ là M.M. (hoặc MM). Các ký hiệu M.M. thường có một mã nốt nhạc đi sau đó và một con số chỉ ra tốc độ.
Cụ thể các cách sử dụng bao gồm:
- Học chơi theo tốc độ và nhịp cố định
- Thực hành các kỹ thuật (thiết lập nhịp tăng dần dần đến tốc độ cao hơn hay để chậm dần dần để tạo ra các thách thức về kỹ thuật)
- Đánh nhịp trong các đoạn ghi âm các nhạc sĩ chơi riêng lẻ để giúp cho việc đồng bộ hóa âm thanh.

## Chuẩn nhịp
Các nhà sản xuất thường đánh dấu những tốc độ cho những nhịp thông thường nhất:
- 40 42 44 46 48 50 52 54 56 58 60 63 66 69 72 76 80 84 88 92 96 100 104 108 112 116 120 126 132 138 144 152 160 168 176 184 192 200 208[5]

## Phân loại

### Cơ khí nhịp
Một máy tạo nhịp cơ học sử dụng một cân có điều chỉnh ở đầu kết thúc của một con lắc ngược để kiểm soát nhịp độ. Vật nặng trượt lên đầu thanh lắc để giảm nhịp, hoặc xuống để tăng nhịp. (Cơ chế này cũng được gọi là con lắc đôi, bởi vì có một vật nặng thứ hai cố định ở phía bên kia của chốt con lắc, bên trong hộp máy).. Con lắc đu qua lại theo nhịp độ trong khi một cơ chế bên trong nhịp tạo ra một âm thanh click với mỗi dao động. Máy tạo nhịp cơ khí không cần pin, nhưng chạy bằng năng lượng dự trữ của một lò xo được quấn lại theo kiểu đồng hồ.

### Máy tạo nhịp điện tử

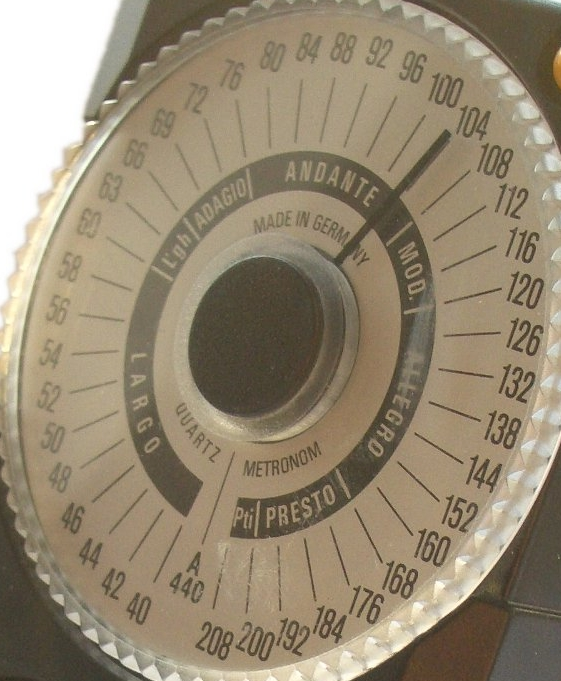
Máy tạo nhịp điện tử Wittner

Hầu hết các máy tạo nhịp hiện đại là điện tử và sử dụng một tinh thể thạch anh để duy trì độ chính xác, ngang với những thiết bị được sử dụng trong đồng hồ đeo tay. Các máy tạo nhịp cơ bản đơn giản nhất có một nút bấm hoặc các nút để điều khiển tốc độ; một số còn sản xuất các note chỉnh sửa, thường là xung quanh A440 (440 hertz). Các máy tạo nhịp phức tạp có thể tạo ra hai hoặc nhiều âm thanh khác biệt. Âm thanh có thể khác nhau về độ cao, âm lượng, và/hoặc âm điệu để phân biệt nhịp downbeat với các nhịp khác, cũng như số chỉ nhịp thông thường và phức tạp. 
Nhiều synthesizer có chức năng máy tạo nhịp cài sẵn.

### Máy tạo nhịp bằng phần mềm
Phần mềm máy tạo nhịp chạy hoặc là ứng dụng độc lập trên máy tính và điện thoại thông minh, hoặc được đóng gói trong các gói xử lý âm nhạc và âm thanh. Trong các ứng dụng phòng thu, như nhạc nền phim, phần mềm tạo nhịp có thể cung cấp một công cụ theo dõi để đồng bộ hóa các bản nhạc của các nhạc sĩ.

#### Ứng dụng tạo nhịp và các đoạn nhạc có tiếng nhấn
Người sử dụng iPod và các thiết bị di động khác chơi được MP3 có thể sử dụng được các đoạn ghi âm MP3 có nhịp sẵn, mà có thể sử dụng âm thanh khác nhau và các mẫu thay vì chỉ là các nhịp tiếng bíp thường xuyên. Người dùng điện thoại thông minh có thể cài một loạt các ứng dụng tạo nhịp. Cả hai phương pháp giảm thiểu sự cần thiết để mang lại một thiết bị tạo nhịp vật lý đến các buổi học hoặc buổi tập nhạc.